# Ryszard Kołodziejczyk (piłkarz)
Ryszard Kołodziejczyk (ur. 11 maja 1965 w Chorzowie) – polski piłkarz występujący na pozycji bramkarza, trener piłkarski.

## Życiorys
Jest wychowankiem Ruchu Chorzów. Do seniorskiej kadry został wcielony w 1983 roku. W oficjalnym meczu zadebiutował 1 lipca 1987 roku w barażowym meczu o utrzymanie w I lidze, który Ruch przegrał z Lechią Gdańsk 1:2. Ten występ miał związek z błędem, który podstawowy bramkarz klubu Janusz Jojko popełnił we wcześniejszym meczu, przez co trener Jacek Machciński odsunął Jojkę od składu, pozwalając zadebiutować Kołodziejczykowi.
Po spadku Ruchu do II ligi początkowo Kołodziejczyk był zmiennikiem Piotra Lecha, jednak od spotkania ósmej kolejki z Polonią Bytom stał się podstawowym zawodnikiem. Po sezonie 1987/1988 Ruch Chorzów powrócił do I ligi. W niej Kołodziejczyk zadebiutował 30 lipca 1988 roku w wygranym 2:1 meczu z Szombierkami Bytom. W sezonie 1988/1989 chorzowski klub zdobył mistrzostwo Polski, a Kołodziejczyk m.in. obronił rzut karny w kluczowym spotkaniu z Górnikiem Zabrze 7 czerwca, w którym Ruch wygrał 2:1 i po którym objął prowadzenie w lidze kosztem Górnika.
Piłkarzem Ruchu Chorzów Kołodziejczyk był do rundy jesiennej sezonu 1998/1999, w międzyczasie – w lutym 1998 roku – rozpoczynając w klubie pracę jako trener bramkarzy. W rundzie wiosennej sezonu 1998/1999 był zawodnikiem czwartoligowej Polonii Łaziska Górne. W związku z brakami kadrowymi, wystąpił w ostatnich trzech meczach II ligi sezonu 2003/2004 oraz w barażach o utrzymanie ze Stalą Rzeszów. Na początku 2018 roku przerwał pracę z powodu choroby, jednak wznowił ją w połowie roku.
Rozegrał w barwach Ruchu ponad 200 spotkań, z czego 146 w I lidze. Został wybrany przez kibiców bramkarzem stulecia Ruchu Chorzów. 

## Statystyki ligowe
| Sezon         | Klub                  | Liga    | Mecze | Gole |
| ------------- | --------------------- | ------- | ----- | ---- |
| 1987/1988     | Ruch Chorzów          | II liga | ?     | ?    |
| 1988/1989     | Ruch Chorzów          | I liga  | 26    | 0    |
| 1989/1990     | Ruch Chorzów          | I liga  | 23    | 0    |
| 1990/1991     | Ruch Chorzów          | I liga  | 3     | 0    |
| 1991/1992     | Ruch Chorzów          | I liga  | 17    | 0    |
| 1992/1993     | Ruch Chorzów          | I liga  | 21    | 0    |
| 1993/1994     | Ruch Chorzów          | I liga  | 16    | 0    |
| 1994/1995     | Ruch Chorzów          | I liga  | 29    | 0    |
| 1995/1996     | Ruch Chorzów          | II liga | 24    | 0    |
| 1996/1997     | Ruch Chorzów          | I liga  | 11    | 0    |
| 1997/1998     | Ruch Chorzów          | I liga  | 0     | 0    |
| 1998/1999 (j) | Ruch Chorzów          | I liga  | 0     | 0    |
| 1998/1999 (w) | Polonia Łaziska Górne | IV liga | ?     | ?    |
| 2003/2004 (w) | Ruch Chorzów          | II liga | 3     | 0    |